# Бјарнова
Бјарнова или Берново (блр. Бярно́ва; рус. Берново) језеро је у Гарадочком рејону Витепске области, на крајњем северу Републике Белорусије. Језеро се налази на око 20 километара североизападно од Гарадока.

## Карактеристике
Површина језера је 2,8 км², са максималном дужином од 3,5 км, односно ширином до 1,62 км. Површина сливног подручја је око 57,6 км². 
Обала је умерено разуђена и има дужину од 10,2 километра. Језерска депресија шири се у правцу североисток-југозапад и окружена је обалама висине од 5 до 25 метара које су у основи под џбуњем, а местимично под ораницама. Обала је доста ниска и песковита, у северном делу језера и доста замочварена. 
Дубине до око 2 метра заузимају око 12% површине језера, док је максимална дубина 10,9 метара. Језеро је еутрофног типа и карактерише га умерен проток воде. Прима реку Вировљанку и 4 мања потока, а из њега отиче река Бјарновка. 
На језеру се налазе 4 острва укупне површине око 0,1 хектар.

## Живи свет
Водено растиње расте до ширина од 3 до 40 метара од обале, подводне биљке и до 150 метара од обале.
Најраширеније рибље врсте су смуђ, деверика, лињак, гргеч, црвенперка, штука, кедер.